# Vila Cova (Vila Real)
Vila Cova ist ein Ort und eine ehemalige Gemeinde (Freguesia) im portugiesischen Kreis Vila Real. Die Gemeinde hatte 158 Einwohner (Stand 30. Juni 2011).
Am 29. September 2013 wurden die Gemeinden Vila Cova, Pena und Quintã zur neuen Gemeinde União das Freguesias de Pena, Quintã e Vila Cova zusammengeschlossen.